# Escurial de la Sierra

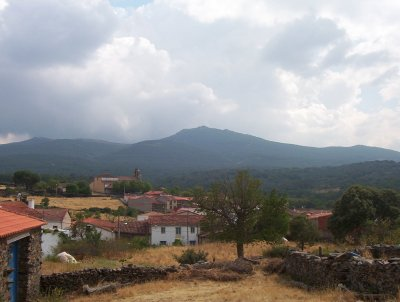
Escurial de la Sierra 2005

Escurial de la Sierra là một đô thị ở tỉnh Salamanca, phía tây Tây Ban Nha, cộng đồng tự trị Castile-Leon. Đô thị này có cự ly 58 kilômét so với thành phố tỉnh lỵ Salamanca và có dân số 286 người.

## Địa lý
Đô thị này có diện tích 20.97 km².
Đô thị này nằm ở khu vực có độ cao 963 mét trên mực nước biển.

Vị trí ở tỉnh Salamanca